# Zecher Caddikim
„Zecher Caddikim” (transcripție polonă, după ebraică זכר צדיקים – citește Zeher tzadikim, în traducere „Memoria celor drepți” sau „Memoria strămoșilor”) este un studiu istoric al karaiților crimeeni⁠(d) scris în ebraică⁠(d) de Mordecai Sultansky⁠(d), Haham al Çufut Qale, în 1838.

## Istorie
Titlul cărții în ebraică este זכר צדיקים או קצור אגדה – ce se traduce drept „Memoria celor drepți sau o scurtă narațiune”, prescurtat „Memoria celor drepți” – „Zecher Caddikim”. Manuscrisul era păstrat în Marea Sinagogă din Varșovia⁠(d). Datorită eforturilor comunității karaite din Polonia și ale lui Samuel Poznański personal, după aproape un secol, în 1920, la Varșovia a fost tipărită cărțulia „Zecher Caddikim”.

## Conținut
După ce s-a mutat în Crimeea și l-a întâlnit pe omul de cultură Avraham Firkovici(Avraham Firkovich⁠(d)), Mordechai Sultansky și-a confirmat presupunerile pe care le avea în privința existenței karaiților din cele mai vechi timpuri. Astfel, Sultansky a creat manuscrisul, care a devenit un studiu al istoriei karaiților, mai întâi în formă orală apoi scrisă. A compilat 54 de „povestiri” în următoarea structură:
- capitolele 1-32: despre deosebirile dintre karaiți și rabinii talmudici, derivate din împărțirea evreilor, de asemenea despre apariția comunităților karaite în Orientul Mijlociu
- capitolele 33-39: despre apariția comunităților karaite în Crimeea
- capitolele 40-54: despre așezarea karaiților în Europa, în special în Uniunea statală polono-lituaniană (astăzi Lituania și Ucraina de Vest)

## Esența și impactul lucrării
Prin lucrarea sa, Sultansky a exacerbat și mai mult polemica referitoare la deosebirile dintre karaiți și talmudiști și, alăturându-se punctului de vedere al lui Firkovici, a identificat ortodoxia karaiților ca fiind o religie distinctă. Lucrarea a devenit populară în rândul karaiților și al altor pături influente din Crimeea, modelând opinia generală și percepția despre această minoritate națională – exact aceasta fusese intenția autorului, pe care a expus-o în prefață.